# Daniel Hale
Daniel Hale (* vor 1783; † September 1821) war ein US-amerikanischer Politiker (Föderalistische Partei).

## Werdegang
Über die Jugendjahre von Daniel Hale ist nichts bekannt. Nach dem Ende des Unabhängigkeitskrieges ließ er sich in Albany (New York) nieder, wo er als Händler tätig war. Um 1783 heiratete er Catharina Dyckman. Das Paar hatte mehrere Kinder. Er war von 1798 bis 1801 und von 1810 bis 1811 Secretary of State von New York.